# Station Dominów
Station Dominów is een spoorwegstation in de Poolse plaats Dominów.